# Піта зелена
Піта зелена (Hydrornis elliotii) — вид горобцеподібних птахів родини пітових (Pittidae).

## Назва
Видова назва elliotii присвячена американському орнітологу Даніелю Жиро Елліоту (1835—1915).

## Поширення
Вид поширений в Південно-Східній Азії (у В'єтнамі, Лаосі, Камбоджі та на сході Таїланду). Мешкає у первинних або вторинних тропічних лісах з густим підліском.

## Опис
Дрібний птах, завдовжки до 20 см, включаючи хвіст. Це масивний, пухкий птах з короткими крилами та хвостом, подовженими головою та дзьобом. Забарвлення блискуче синьо-зелене на лобі, вершині голови та потилиці, тоді як спина та крила сині (останні з темнішими маховими перами). Смуга чорного кольору відходить з боків дзьоба досягає ока і вуха. Горло та верхня частина грудей синювато-білі, тоді як нижня частина грудей, боки та живіт жовті з товстими бічними чорними прожилками. Центральна частина живота та хвіст темно-сині. Самиця зовні схожа на самця, але голова в неї жовто-помаранчева з менш помітною чорною смугою і на животі бракує синьої плями, а на спині синій колір плавно переходить у оливково-зелений і загалом кольори менш яскраві. У обох статей очі карі, ноги тілесного кольору, дзьоб чорнуватий.

## Спосіб життя
Трапляється поодинці. Активний вдень. Птах проводить більшу частину дня, рухаючись у гущі підліску в пошуках поживи. Живиться дощовими хробаками та равликами, рідше комахами та іншими дрібними безхребетними. Розмноження цих птахів досі не описано в природі, але вважається, що воно суттєво не відрізняється від того, що дотримуються інші види піт.